# エリザベス・ジョージ・スピア
エリザベス・ジョージ・スピア（Elizabeth George Speare,1908年11月21日 – 1994年11月15日 ）は、アメリカ人児童文学作家である。
1908年、アメリカ合衆国マサチューセッツ州メルローズ生まれ。
1959年と1962年にニューベリー賞を受賞した。

## 受賞歴
- ニューベリー賞
  - 　1959年　（The Witch of Blackbird Pond （『からすが池の魔女』）に対して）　
  - 　1962年　（The Bronze Bow （『青銅の弓』）に対して）

## 主な著書
- en:Calico Captive (1957)
- en:The Witch of Blackbird Pond（『からすが池の魔女』） (1958)
- en:The Bronze Bow（『青銅の弓』） (1961)
- en:The Sign of the Beaver（『ビーバーのしるし』） (1983)

## 日本語訳された作品
- 『からすが池の魔女』掛川恭子訳、岩波書店、1969年
- 『ビーバーのしるし』心の児童文学館シリーズ、犬飼千澄訳、ぬぷん児童図書出版、1986年
- 『青銅の弓』渡辺茂男訳、岩波書店、1986年